# Sottozero
Sottozero è un film del 1987, diretto da Gian Luigi Polidoro. La pellicola, che vede Jerry Calà in una rara interpretazione drammatica, narra le vicende di un emigrato italiano in Norvegia.

## Trama
Luigi, un operaio di Treviso, sogna di mettersi in proprio comprando il bar "Arizona", passando ore e ore ad osservarlo dalla finestra, per la disperazione della moglie Paola. Un giorno Paola riceve la visita di un venditore porta a porta della "Padana Assicurazioni", che lascia la casa di Luigi proprio quando questi sta rientrando: appena si accorge della sparizione di un orologio d'oro appartenuto al padre, Luigi lo insegue sin dentro ad un bar. Qui perde le tracce del truffatore, ma la sua attenzione viene catturata da un emigrante che racconta della sua vita in Norvegia, dove si possono guadagnare cifre astronomiche lavorando sulle piattaforme petrolifere nel mare del Nord.
Con la prospettiva di realizzare il guadagno necessario all'acquisto del bar, Luigi parte alla volta della Norvegia e, dopo un lungo viaggio in treno, trova lavoro presso una piattaforma petrolifera. La paga è ottima, ma la solitudine lo opprime, aumentata dalla sua non conoscenza delle lingue che gli impedisce di socializzare.
Quando viene a sapere che, in un turno differente dal suo, lavora nella stessa azienda Antonio un romano, decide di rintracciarlo e dopo varie peripezie si trasferisce con lui a Tromsø. Qui i due italiani iniziano a lavorare insieme per un'altra società petrolifera, che offre un salario quasi doppio, ma condizioni di lavoro più pericolose. Luigi passa circa tre mesi in compagnia di Antonio, che conduce una vita dissoluta tra alcol, donne e gioco d'azzardo.
Dopo aver scoperto l'orologio del padre tra gli averi di Antonio, ed essere venuto a sapere che Paola ha tentato di gettarsi sotto un camion per riscuotere i soldi dell'assicurazione indennizzatele dal ladro, risultata poi una truffa, Luigi capisce che il finto agente della "Padana" non era altri che Antonio. In seguito ad un grave incidente durante il quale i due italiani rischiano la vita, Luigi decide di ritornare in Italia il prima possibile, dopo aver giocato un'ultima partita a poker che gli consente di vincere una forte somma. Sul treno per l'Italia viene raggiunto da Antonio che, ignaro di essere stato ormai scoperto, gli dice che l’orologio gli era stato dato come pagamento per stipulare una polizza sulla vita, la seduzione di Paola, e il piano di lei per suicidarsi simulando un incidente, al fine di lasciare i soldi dell'assicurazione al marito per l'acquisto del bar.
Rientrato a casa in Italia, Luigi, spogliandosi, lascia cadere l'orologio. Paola capisce che Luigi ha scoperto tutto, ma entrambi sono ormai decisi a lasciarsi alle spalle quanto accaduto per cominciare una nuova vita insieme.

## Produzione

### Riprese
Il film è stato girato in Norvegia nel comune di Alta. La scena iniziale con i titoli di testa è girata a Pieve di Soligo, in provincia di Treviso.